# Шахтьорск
Шахтьорск е град в Донецка област, Украйна.
Намира се в часова зона UTC+2. Населението му е 51 593 жители (2011).